# 리그닌

리그닌의 구조

리그닌(영어: lignin)은 침엽수나 활엽수 등의 목질부를 구성하는 다양한 구성성분 중에서 지용성 페놀고분자를 의미한다.
라틴어인 "lignum(목재 또는 나무)"이라는 용어에서 유래하였다. 목본식물에서 리그닌이란 물질은 19세기 초반 Anselm Payen이 처음으로 발견된 이후 Erdman(1933), Adler(1948)와 Freudenberg(1968) 등에 의해 리그닌의 화학적 구조와 특성 분석 등에 관한 수많은 기초적인 연구가 수행되었다. 최근들어 바이오에너지 원료로서 바이오매스의 중요성이 부각되면서 리그닌의 생합성에 관여하는 효소들의 특성과 분자생물학적 기법을 도입하여 바이오매스 내의 리그닌 함량을 조절하는 연구에 많은 관심이 모아지고 있다. 리그닌의 유무에 따라 나무와 풀을 구분하기도 한다.

## 상용화
독일의 Tecnaro 회사는 리그닌으로 구성된 바이오플라스틱인 Arboform를 개발했다.

## 리그닌의 구조
리그닌은 p-coumaryl alcohol(H), coniferyl alcohol(G)과 sinapyl alcohol(S)이라는 전구물질들이 β-Ο-4 또는 탄소-탄소 결합에 의해서 복잡한 3차원 구조의 고분자체를 이룬다.

## 리그닌의 특징
비균일성(heterogeneous)과 무정형성(amorphous)이 있다.

## 같이 보기
- 카페산